# جنگ ستارگان
جنگ ستارگان (انگلیسی: Star Wars) یک فرنچایز چندرسانه‌ای آمریکایی در ژانر اپرای فضایی حماسی است که توسط جرج لوکاس خلق شده است. این فرنچایز ماجرای شخصیت‌های متفاوتی همانند لوک اسکای واکر و آناکین اسکای واکر را در قالب «مدت‌ها پیش، در کهکشانی دور افتاده» را روایت می کند. در سال ۲۰۲۰، ارزش کل آن ۷۰ میلیارد دلار برآورد شد و در حال حاضر پنجمین فرنچایز رسانه‌ای پرفروش در تمام دوران است.
اولین قسمت این مجموعه در سال ۱۹۷۷ با عنوان جنگ ستارگان منتشر شد (سپس هنگام اکران مجدد در سال ۱۹۸۱ نام آن به قسمت چهارم: امیدی تازه تغییر پیدا کرد) و باعث گسترش جهان جنگ ستارگان در فرهنگ مردمی در سراسر جهان شد. بعد از آن دنباله‌های موفقیت‌آمیز دیگری با نام های امپراتوری ضربه می‌زند و بازگشت جدای به ترتیب در سال‌های ۱۹۸۰ و ۱۹۸۳ معرفی شدند. این سه فیلم سه‌گانه اصلی جنگ ستارگان را تشکیل می‌دهد. پس از آن سه‌گانه پیش‌درآمد در سال‌های ۱۹۹۹، ۲۰۰۲ و ۲۰۰۵ منتشر شد. پس از گذشت ده سال سه‌گانه‌ای جدیدی با فیلم نیرو برمی‌خیزد پا به عرصه نهاد، این سه‌گانه با آخرین جدای در سال ۲۰۱۷ ادامه یافت و با فیلم خیزش اسکای واکر در سال ۲۰۱۹، سه گانهٔ دنباله نیز پایان یافت. هر نه فیلم نامزد جایزه اسکار (با برنده شدن دو فیلم اول) و باعث موفقیت‌های تجاری شدند. این سری فیلم مجموعاً هشت و نیم میلیارد دلار فروش جهانی داشته است.
فیلم‌ها از نظر رده‌بندی گونه‌ای، در رده خیال‌پردازی علمی قرار می‌گیرند. البته برخی عناصر موجود در آن، باعث می‌شود فیلم‌ها در ردهٔ علمی-تخیلی (زیر سبک اپرای فضایی) نیز جای بگیرند.
بر اساس این سری فرنچایز کتاب‌ها، بازی‌های ویدئویی، سریال‌های تلویزیونی و انیمیشن، جاذبه‌ها و پارک‌ها، کتاب‌های کمیک و محصولات تجاری بسیاری ارائه شده است.
جرج لوکاس، فیلم‌نامهٔ شش قسمت نخست این مجموعه را نوشته و کارگردانی قسمت‌های اول تا چهارم نیز به عهده او بوده است. فیلم‌ها در دو استودیوی «آوای اسکای‌واکر» و «نور و جادوی صنعتی» ساخته شده و فاکس قرن بیستم آنها را پخش کرده است. در سال ۲۰۱۲ شرکت والت دیزنی حقوق پخش تمامی فیلم‌های جنگ ستارگان را با اعتبار ۴٫۰۶ میلیارد دلار از لوکاس فیلم خریداری کرد که با انتشار نیرو برمی‌خیزد در ۲۰۱۵ آغاز شد.
مجموع فروش گیشه تمام فیلم‌ها با روگ وان (۲۰۱۶) و سولو (۲۰۱۸) به بیش از ۱۰ میلیارد دلار آمریکا می‌رسد که آن را به سومین فرنچایز فیلمی پرفروش در تاریخ و پنجمین فرنچایز رسانه‌ای پرفروش در تاریخ بدل کرده است.

## فهرست فیلم
| فیلم                                    | تاریخ انتشار در ایالات متحده | کارگردان       | فیلم‌نامه‌نویس(ها)                          | داستان از                                          | تهیه‌کننده(ها)                              | منابع         |
| سه‌گانهٔ اصلی                             | سه‌گانهٔ اصلی                  | سه‌گانهٔ اصلی    | سه‌گانهٔ اصلی                               | سه‌گانهٔ اصلی                                        | سه‌گانهٔ اصلی                                | سه‌گانهٔ اصلی   |
| --------------------------------------- | ---------------------------- | -------------- | ----------------------------------------- | -------------------------------------------------- | ------------------------------------------ | ------------- |
| قسمت چهارم – امیدی نو                   | ۲۵ مه ۱۹۷۷                   | جرج لوکاس      | جرج لوکاس                                 | جرج لوکاس                                          | گری کورتز                                  | [ ۱۱ ] [ ۱۲ ] |
| قسمت پنجم – امپراتوری ضربه متقابل می‌زند | ۲۱ مه ۱۹۸۰                   | اروین کرشنر    | لی براکت و لارنس کاسدان                   | جرج لوکاس                                          | گری کورتز                                  | [ ۱۳ ] [ ۱۴ ] |
| قسمت ششم – بازگشت جدای                  | ۲۵ مه ۱۹۸۳                   | ریچارد مارکوند | لارنس کاسدان و جرج لوکاس                  | جرج لوکاس                                          | هوارد کازانجیان                            | [ ۱۵ ] [ ۱۶ ] |
| سه‌گانهٔ پیش‌درآمد                         |                              |                |                                           |                                                    |                                            |               |
| قسمت اول – تهدید شبح                    | ۱۹ مه ۱۹۹۹                   | جرج لوکاس      | جرج لوکاس                                 | جرج لوکاس                                          | ریک مک‌کالوم                                | [ ۱۷ ]        |
| قسمت دوم – حمله کلون‌ها                  | ۱۶ مه ۲۰۰۲                   | جرج لوکاس      | جرج لوکاس و جاناتان هیلز                  | جرج لوکاس                                          | ریک مک‌کالوم                                | [ ۱۸ ] [ ۱۹ ] |
| قسمت سوم – انتقام سیت                   | ۱۹ مه ۲۰۰۵                   | جرج لوکاس      | جرج لوکاس                                 | جرج لوکاس                                          | ریک مک‌کالوم                                | [ ۲۰ ] [ ۲۱ ] |
| سه‌گانهٔ دنباله                           |                              |                |                                           |                                                    |                                            |               |
| قسمت هفتم – نیرو برمی‌خیزد               | ۱۸ دسامبر ۲۰۱۵               | جی. جی. آبرامز | جی.جی. آبرامز، لارنس کاسدان و مایکل آرندت | جی.جی. آبرامز، لارنس کاسدان و مایکل آرندت          | کاتلین کندی، جی.جی. آبرامز و برایان بورک   | [ ۱۵ ] [ ۲۲ ] |
| قسمت هشتم – آخرین جدای                  | ۱۵ دسامبر ۲۰۱۷               | ریان جانسن     | ریان جانسن                                | ریان جانسن                                         | کاتلین کندی و رام برگمن                    | [ ۲۳ ] [ ۲۴ ] |
| قسمت نهم – خیزش اسکای‌واکر               | ۲۰ دسامبر ۲۰۱۹               | جی.جی. آبرامز  | کریس تریو و جی.جی. آبرامز                 | درک کانولی، کالین ترورو، کریس تریو و جی.جی. آبرامز | کاتلین کندی، جی.جی. آبرامز و میشل رجوان    | [ ۲۵ ] [ ۲۶ ] |
| دیگر فیلم‌ها                             |                              |                |                                           |                                                    |                                            |               |
| روگ وان                                 | ۱۶ دسامبر ۲۰۱۶               | گرت ادواردز    | کریس وایتز و تونی گیلروی                  | جان نول و گری ویتا                                 | کاتلین کندی، آلیسون شیرمور و سیمون امانوئل | [ ۲۷ ]        |
| سولو                                    | ۲۵ مه ۲۰۱۸                   | ران هاوارد     | جاناتان کاسدان و لارنس کاسدان             | جاناتان کاسدان و لارنس کاسدان                      | کاتلین کندی، آلیسون شیرمور و سیمون امانوئل | [ ۲۸ ]        |

### فیلم‌های آینده
| فیلم                          | تاریخ انتشار در آمریکا | کارگردان         | فیلم‌نامه‌نویس            | داستان                  | تهیه‌کننده                           | وضعیت       | منابع         |
| ----------------------------- | ---------------------- | ---------------- | ----------------------- | ----------------------- | ----------------------------------- | ----------- | ------------- |
| مندلورین و گروگو              | ۲۲ مه ۲۰۲۶             | جان فاورو        | جان فاورو و دیو فیلونی  | جان فاورو و دیو فیلونی  | جان فاورو، کاتلین کندی و دیو فیلونی | پس تولید    | [ ۲۹ ] [ ۳۰ ] |
| جنگ ستارگان: مبارزان ستاره ای | ۲۸ می ۲۰۲۷             | شاون لوی         | جاناتان تروپر           | جاناتان تروپر           | کاتلین کندی و شاون لوی              | پیش‌تولید    | [ ۳۱ ]        |
| فیلم بدون نام محفل جدای جدید  | ن/م                    | شرمین عبید چنائی | جرج نلفی                | جرج نلفی                | کاتلین کندی                         | پیش‌تولید    | [ ۳۲ ] [ ۳۳ ] |
| فیلم بدون نام ظهور جدای       | ن/م                    | جیمز منگولد      | جیمز منگولد و بو ویلیمن | جیمز منگولد و بو ویلیمن | کاتلین کندی                         | درحال توسعه | [ ۳۲ ]        |
| فیلم بدون نام جمهوری جدید     | ن/م                    | دیو فیلونی       | دیو فیلونی              | دیو فیلونی              | کاتلین کندی و جان فاورو             | درحال توسعه | [ ۳۲ ]        |

## فهرست مجموعه های تلویزیونی
| ربات ها                          | ۱                          | ۱۳    | ۷ سپتامبر ۱۹۸۵  | ۳۰ نوامبر ۱۹۸۵  | ای بی سی                  | منتشر شده    |
| ربات ها                          | ویژه                       | ویژه  | ۷ ژوئن ۱۹۸۶     | ۷ ژوئن ۱۹۸۶     | ای بی سی                  | منتشر شده    |
| اوک ها                           | ۱                          | ۱۳    | ۷ سپتامبر ۱۹۸۵  | ۳۰ نوامبر ۱۹۸۵  | ای بی سی                  | منتشر شده    |
| اوک ها                           | ۲                          | ۱۳    | ۱۳ سپتامبر ۱۹۸۶ | ۱۳ دسامبر ۱۹۸۶  | ای بی سی                  | منتشر شده    |
| جنگ های کلون                     | فیلم                       | فیلم  | ۱۵ آگوست ۲۰۰۸   | ۱۵ آگوست ۲۰۰۸   | اکران در تئاتر            | منتشر شده    |
| جنگ های کلون                     | ۱                          | ۲۲    | ۳ اکتبر ۲۰۰۸    | ۲۰ مارس ۲۰۰۹    | کارتون نتورک              | منتشر شده    |
| جنگ های کلون                     | ۲                          | ۲۲    | ۲ اکتبر ۲۰۰۹    | ۳۰ آپریل ۲۰۱۰   | کارتون نتورک              | منتشر شده    |
| جنگ های کلون                     | ۳                          | ۲۲    | ۱۷ سپتامبر ۲۰۱۰ | ۱ آپریل ۲۰۱۱    | کارتون نتورک              | منتشر شده    |
| جنگ های کلون                     | ۴                          | ۲۲    | ۱۶ سپتامبر ۲۰۱۱ | ۱۶ مارس ۲۰۱۲    | کارتون نتورک              | منتشر شده    |
| جنگ های کلون                     | ۵                          | ۲۰    | ۲۹ سپتامبر ۲۰۱۲ | ۲ مارس ۲۰۱۳     | کارتون نتورک              | منتشر شده    |
| جنگ های کلون                     | ۶                          | ۱۳    | ۷ مارس ۲۰۱۴     | ۷ مارس ۲۰۱۴     | نتفلیکس                   | منتشر شده    |
| جنگ های کلون                     | ۷                          | ۱۲    | ۲۱ فوریه ۲۰۲۰   | ۴ می ۲۰۲۰       | دیزنی پلاس                | منتشر شده    |
| شورشیان                          | کوتاه                      | ۴     | ۱۱ آگوست ۲۰۱۴   | ۱ سپتامبر ۲۰۱۴  | دیزنی اکس دی              | منتشر شده    |
| شورشیان                          | ۱                          | ۱۵    | ۳ اکتبر ۲۰۱۴    | ۲ مارس ۲۰۱۵     | دیزنی اکس دی              | منتشر شده    |
| شورشیان                          | ۲                          | ۲۲    | ۲۰ ژوئن ۲۰۱۵    | ۳۰ مارس ۲۰۱۶    | دیزنی اکس دی              | منتشر شده    |
| شورشیان                          | ۳                          | ۲۲    | ۲۴ سپتامبر ۲۰۱۶ | ۲۵ مارس ۲۰۱۷    | دیزنی اکس دی              | منتشر شده    |
| شورشیان                          | ۴                          | ۱۶    | ۱۶ اکتبر ۲۰۱۷   | ۵ مارس ۲۰۱۸     | دیزنی اکس دی              | منتشر شده    |
| مقاومت                           | ۱                          | ۲۱    | ۷ اکتبر ۲۰۱۸    | ۱۷ مارس ۲۰۱۹    | دیزنی اکس دی و شبکه دیزنی | منتشر شده    |
| مقاومت                           | کوتاه                      | ۱۲    | ۱۰ دسامبر ۲۰۱۸  | ۳۱ دسامبر ۲۰۱۸  | دیزنی اکس دی و شبکه دیزنی | منتشر شده    |
| مقاومت                           | ۲                          | ۱۹    | ۶ اکتبر ۲۰۱۹    | ۲۶ ژانویه ۲۰۲۰  | دیزنی اکس دی و شبکه دیزنی | منتشر شده    |
| دسته بد                          | ۱                          | ۱۶    | ۴ می ۲۰۲۱       | ۱۳ آگوست ۲۰۲۱   | دیزنی پلاس                | منتشر شده    |
| دسته بد                          | ۲                          | ۱۶    | ۴ ژانویه ۲۰۲۳   | ۲۹ مارس ۲۰۲۳    | دیزنی پلاس                | منتشر شده    |
| دسته بد                          | ۳                          | ۱۵    | ۲۱ فوریه ۲۰۲۴   | ۱ می ۲۰۲۴       | دیزنی پلاس                | منتشر شده    |
| چشم انداز ها                     | ۱                          | ۹     | ۲۲ سپتامبر ۲۰۲۱ | ۲۲ سپتامبر ۲۰۲۱ | دیزنی پلاس                | منتشر شده    |
| چشم انداز ها                     | ۲                          | ۹     | ۴ می ۲۰۲۳       | ۴ می ۲۰۲۳       | دیزنی پلاس                | منتشر شده    |
| چشم انداز ها                     | ۳                          | ۹     | ۲۹ اکتبر ۲۰۲۵   | ۲۹ اکتبر ۲۰۲۵   | دیزنی پلاس                | در حال تولید |
| چشم انداز ها                     | جدای نهم                   | ن/م   | ۲۰۲۶            | ۲۰۲۶            | دیزنی پلاس                | در حال تولید |
| داستان ها                        | داستان هایی از جدای ها     | ۶     | ۲۶ اکتبر ۲۰۲۲   | ۲۶ اکتبر ۲۰۲۲   | دیزنی پلاس                | منتشر شده    |
| داستان ها                        | داستان هایی از امپراطوری   | ۶     | ۴ می ۲۰۲۴       | ۴ می ۲۰۲۴       | دیزنی پلاس                | منتشر شده    |
| داستان ها                        | داستان هایی از دنیای زیرین | ۶     | ۴ می ۲۰۲۵       | ۴ می ۲۰۲۵       | دیزنی پلاس                | منتشر شده    |
| ماجراجویی های جدای های جوان      | کوتاه                      | ۶     | ۲۶ آپریل ۲۰۲۳   | ۲۶ آپریل ۲۰۲۳   | دیزنی پلاس دیزنی جونیور   | منتشر شده    |
| ماجراجویی های جدای های جوان      | ۱                          | ۲۵    | ۴ می ۲۰۲۳       | ۱۴ فوریه ۲۰۲۴   | دیزنی پلاس دیزنی جونیور   | منتشر شده    |
| ماجراجویی های جدای های جوان      | کوتاه                      | ۶     | ۲ آگوست ۲۰۲۴    | ۲ آگوست ۲۰۲۴    | دیزنی پلاس دیزنی جونیور   | منتشر شده    |
| ماجراجویی های جدای های جوان      | ۲                          | ۲۳    | ۱۴ آگوست ۲۰۲۴   | ۱۹ مارس ۲۰۲۵    | دیزنی پلاس دیزنی جونیور   | منتشر شده    |
| ماجراجویی های جدای های جوان      | ۳                          | ن/م   | ۲۰۲۵            | ن/م             | دیزنی پلاس دیزنی جونیور   | در حال تولید |
| ماول - ارباب سایه                | ۱                          | ن/م   | ۲۰۲۶            | ن/م             | دیزنی پلاس                | در حال تولید |
| سریال های کوتاه                  |                            |       |                 |                 |                           |              |
| جنگ های کلون                     | ۱                          | ۱۰    | ۷ نوامبر ۲۰۰۳   | ۲۰ نوامبر ۲۰۰۳  | کارتون نتورک              | منتشر شده    |
| جنگ های کلون                     | ۲                          | ۱۰    | ۲۶ مارس ۲۰۰۴    | ۸ آپریل ۲۰۰۴    | کارتون نتورک              | منتشر شده    |
| جنگ های کلون                     | ۳                          | ۵     | ۲۱ مارس ۲۰۰۵    | ۲۵ مارس ۲۰۰۵    | کارتون نتورک              | منتشر شده    |
| بلیپز                            | ۱                          | ۸     | ۳ می ۲۰۱۷       | ۴ سپتامبر ۲۰۱۷  | یوتیوب                    | منتشر شده    |
| نیرو های سرنوشت                  | ۱                          | ۱۶    | ۳ جولای ۲۰۱۷    | ۱ نوامبر ۲۰۱۷   | یوتیوب                    | منتشر شده    |
| نیرو های سرنوشت                  | ۲                          | ۱۶    | ۱۹ مارس ۲۰۱۸    | ۲۵ می ۲۰۱۸      | یوتیوب                    | منتشر شده    |
| کهکشان ماجرا ها                  | ۱                          | ۳۶    | ۳۰ نوامبر ۲۰۱۸  | ۱۳ جولای ۲۰۱۹   | یوتیوب                    | منتشر شده    |
| کهکشان ماجرا ها                  | ۲                          | ۱۸    | ۱۳ مارس ۲۰۲۰    | ۲ اکتبر ۲۰۲۰    | یوتیوب                    | منتشر شده    |
| رول کردن                         | ۱                          | ۱۶    | ۹ آگوست ۲۰۱۹    | ۱ آپریل ۲۰۲۰    | یوتیوب                    | منتشر شده    |
| کهکشان مخلوقات                   | ۱                          | ۱۲    | ۱۴ اکتبر ۲۰۲۱   | ۱۸ نوامبر ۲۰۲۱  | StarWarsKids.com          | منتشر شده    |
| کهکشان مخلوقات                   | ۲                          | ۱۲    | ۱۷ ژانویه ۲۰۲۳  | ۲۱ فوریه ۲۰۲۳   | StarWarsKids.com          | منتشر شده    |
| دوستان کهکشانی                   | ۱                          | ۱۲    | ۱۲ آپریل ۲۰۲۲   | ۱ نوامبر ۲۰۲۲   | StarWarsKids.com          | منتشر شده    |
| ''ذن - گروگو و خرگوش گرد و غبار" | کوتاه                      | کوتاه | ۱۲ نوامبر ۲۰۲۲  | ۱۲ نوامبر ۲۰۲۲  | دیزنی پلاس                | منتشر شده    |
| سرگرمی با ناب                    | ۱                          | ۱۰    | ۱۴ ژوئن ۲۰۲۴    | ۲۶ جولای ۲۰۲۴   | StarWarsKids.com          | منتشر شده    |
| سرگرمی با ناب                    | ۱                          | ۱۰    | ۱ فوریه ۲۰۲۵    | ۱۹ مارس ۲۰۲۵    | StarWarsKids.com          | منتشر شده    |
| سریال های لایواکشن               |                            |       |                 |                 |                           |              |
| مندلورین                         | ۱                          | ۸     | ۱۲ نوامبر ۲۰۱۹  | ۲۷ دسامبر ۲۰۱۹  | دیزنی پلاس                | منتشر شده    |
| مندلورین                         | ۲                          | ۸     | ۳۰ اکتبر ۲۰۲۰   | ۱۸ دسامبر ۲۰۲۰  | دیزنی پلاس                | منتشر شده    |
| مندلورین                         | ۳                          | ۸     | ۱ مارس ۲۰۲۳     | ۱۹ آپریل ۲۰۲۳   | دیزنی پلاس                | منتشر شده    |
| کتاب بوبافت                      | ۱                          | ۷     | ۲۹ دسامبر ۲۰۲۱  | ۹ فوریه ۲۰۲۲    | دیزنی پلاس                | منتشر شده    |
| اوبی وان کنوبی                   | ۱                          | ۶     | ۲۷ می ۲۰۲۲      | ۲۲ ژوئن ۲۰۲۲    | دیزنی پلاس                | منتشر شده    |
| اندور                            | ۱                          | ۱۲    | ۲۱ سپتامبر ۲۰۲۲ | ۲۳ نوامبر ۲۰۲۲  | دیزنی پلاس                | منتشر شده    |
| اندور                            | ۲                          | ۱۲    | ۲۲ آپریل ۲۰۲۵   | ۱۳ می ۲۰۲۵      | دیزنی پلاس                | منتشر شده    |
| آسوکا                            | ۱                          | ۸     | ۲۲ آگوست ۲۰۲۳   | ۳ اکتبر ۲۰۲۳    | دیزنی پلاس                | منتشر شده    |
| آسوکا                            | ۲                          | ۸     | ن/م             | ن/م             | دیزنی پلاس                | در حال تولید |
| اکلایت                           | ۱                          | ۸     | ۴ ژوئن ۲۰۲۴     | ۱۶ جولای ۲۰۲۴   | دیزنی پلاس                | منتشر شده    |
| خدمه حداقلی                      | ۱                          | ۸     | ۲ دسامبر ۲۰۲۴   | ۱۴ ژانویه ۲۰۲۵  | دیزنی پلاس                | منتشر شده    |
| مسابقات تلویزیونی                |                            |       |                 |                 |                           |              |
| چالش معبد جدای                   | ۱                          | ۱۰    | ۱۰ ژوئن ۲۰۲۰    | ۵ آگوست ۲۰۲۰    | StarWarsKids.com          | منتشر شده    |

## تاریخچه و موضوع فیلم
فروش موفق فیلم دیوارنویسی آمریکایی، جورج لوکاس را بر آن داشت تا به رؤیای همیشگی و بلندپروازانه خویش، ساخت یک حماسه فضایی کلاسیک، جامه عمل بپوشاند. تقریباً همه استودیوهای هالیوود تقبل هزینه چنین فیلمی را رد کرده و می‌گفتند که درک داستان عجیب فیلم برای مخاطبان سخت است. لوکاس موفق شد تا نظر مثبت اَلن لَد (جونیور) رئیس کمپانی فاکس قرن بیستم را برای تأمین بودجه فیلم جلب کند. در اواسط دهه هفتاد میلادی فیلم‌های علمی تخیلی از مقبولیت چندانی برخوردار نبودند و استودیوی جلوه‌های ویژه فاکس نیز منحل شده بود. لوکاس که طراحی صحنه و مدل‌های بدیع و بلندپروازانه‌ای برای ساخت فیلمش در نظر داشت، شخصاً استودیوی جلوه‌های ویژه خود «نور و جادوی صنعتی» را افتتاح نمود و برای بازنویسی فیلم‌نامه و طراحی بصری صحنه‌ها افرادی را به کار گماشت.
کار فیلمبرداری در صحرای تونس، نخستین لوکیشن فیلم، با مشکلات زیادی روبه‌رو شد. تعدادی از دستگاه‌های الکترونیکی سر صحنه از کار افتاده و طوفانی نادر و غیرمنتظره، کار ساخت فیلم و زمان‌بندی آن را مختل کرد. تیم فیلمسازی به لوکیشن بعدی یعنی استودیوی اِلزتری در انگلیس منتقل شد و این‌بار با مشکلات جدیدی مانند دشواری در نورپردازی صحنه و قوانین سختگیرانه آن کشور در زمینه ساعات کاری روبرو گشت. تیم فیلمبرداری و هنرپیشه‌ها، با تمسخر به فیلم «بچه‌گانه» لوکاس، کارگردان خجالتی آن نگاه می‌کردند یا علاقه چندانی به ادامه کار نشان نمی‌دادند. با به سر رسیدن محدودیت زمانی و اتمام بودجه هشت میلیون دلاری فیلم، هیئت مدیره فاکس قرن بیستم از الن لد خواست تا به پروژه خاتمه دهد ولی لد تصمیم گرفت تا فرصت دیگری به لوکاس ببخشد. فشارهای روحی حاصل از این پیش‌آمدها، لوکاس را تا مرز حمله قلبی پیش برد.
نخستین قطع فیلمبرداری، از دید لوکاس یک «فاجعه» بود و در نتیجه تیمی زبده جای ویرایشگر فیلم را گرفت. در غیاب لوکاس، کارکنان سهل‌انگار استودیوی نور و جادوی صنعتی، نیمی از بودجه این استودیو را صرف ساخت تنها ۴ صحنه کرده بودند که همگی آنها را کارگردان رد کرد. از این‌رو لوکاس شخصاً به مداخله و راهنمایی آن‌ها برای ساخت صحنه‌های مورد نظر در استودیو پرداخت. او با اضافه بودجه‌ای که از فاکس دریافت کرده بود، کار فیلمبرداری را در جنگل‌های گواتمالا و دره مرگ در کالیفرنیا ادامه داد، صداگذاری و جلوه‌های صوتی را زیر نظر بن بورت به پایان رساند و برای موسیقی فیلم، به توصیه استیون اسپیلبرگ از جان ویلیامز کمک گرفت. عاقبت، پروژه او پس از چهار سال و با وجود مشکلات مالی و فنی مختلف به پایان رسید.
ماجرای فیلم در کهکشانی خیالی و دوردست اتفاق می‌افتد که در آن، نبردی بین سیاره‌ای میان یک امپراتوری مستبد در یک طرف و اتحادیه شورشیان در طرف دیگر در جریان است. قهرمان جوان و بلندپرواز فیلم لوک اسکای‌واکر که لیاقت خویش را بیشتر از زندگی ساده فعلی‌اش می‌داند، طی اتفاقاتی، درگیر این نبرد می‌شود. او به کمک قاچاقچی فرصت طلبی به نام هان سولو درصدد بر می‌آید تا پرنسس لِیا را از اسارت در پایگاه فضایی عظیم امپراتوری و از چنگ فرمانده خبیث آن «دارت وِیدر»، نجات دهد. اسکای‌واکر در گذر زمان با آیینی کهن آشنا می‌شود که شوالیه‌هایی به نام «جِدای» به عنوان نگهبانان صلح و عدالت، هزاران سال از آن پیروی می‌کردند. منشأ قدرت و بصیرت جدای‌ها ماهیتی عرفانی است موسوم به «نیرو» که از زبان اوبی‌وان کنوبی پیر، استادِ لوک، میدانی از انرژی است که از موجودات زنده نشات گرفته، همه چیز را احاطه کرده و کهکشان را به هم پیوند می‌دهد. در عین حال نیرو، جنبه اغواکننده و تاریکی نیز دارد که به نفرت و کین‌خواهی و تمایل به قدرت نامحدود ختم می‌شود و دارت ویدر و سایر لردهای فرقه «سیت» در نقطه مقابل سلحشوران جدای، از آن بهره می‌برند. هم جدای‌ها و هم لردهای سیت می‌کوشند تا کهکشان را تحت سیطره خویش درآورند. در هر دو گروه، رابطه استادی و شاگردی در آموزش طریق به کار بستن نیرو وجود دارد و سلاح هردوی آن‌ها، «شمشیر نوری» است.
فیلم نخست که با بهره‌گیری از جلوه‌های بدیع و رنگارنگ، در ماه مه سال ۱۹۷۷ و تنها در ۴۲ سالن سینمایی اکران شد، در هفته اول، ۳ میلیون دلار و تا پایان تابستان آن سال ۱۰۰ میلیون دلار فروخت. فروش آن با اکران جهانی تا سال بعد به بیش از ۴۰۰ میلیون دلار رسید و به یکی از پرفروش‌ترین فیلم‌های تمام دوران تبدیل شد. کامیابی فیلم، افرادی را که در ساخت آن مشارکت داشته ولی به آن بدبین بودند، شگفت زده کرد و به شهرت رساند. جنگ ستارگان، شش جایزه اسکار را نصیب خود کرد و تحولی در عرصه جلوه‌های ویژه سینمایی به پا نمود. این موفقیت، لوکاس را بر آن داشت تا فیلم‌های دیگری را در دنباله فیلم نخست ساخته و بازاریابی موفقی را شروع کند. محبوبیت جنگ ستارگان با فیلم‌های پرفروش بعدی سه‌گانه نخست، که در سال‌های ۱۹۸۰ و ۱۹۸۳ بر روی پرده سینما رفتند و نیز انواع کتاب‌های مصور، رمان و محصولات سرگرمی ادامه یافت.

لوک اسکای‌واکر و پرنسس لیا به همراه دو دروید وفادارشان «سی‌تری‌پی‌او» و «آرتودی‌تو» در صحنه پایانی اپیزود پنجم فیلم.

با گذشت بیش از بیست سال از اکران فیلم نخست، لوکاس سه‌گانه دیگری را با بهره‌گیری از تکنولوژی دیجیتالی روز ارائه کرد که پیش‌درآمدی بر سه‌گانه پیشین بود. داستان آناکین اسکای واکر جوان که دست بر قضا، یک سلحشور جدای او را در کودکی در سیاره بیابانی تاتوئین که مامن قانون شکنان است، می‌یابد و متوجه توانایی‌ها و ارتباط شگرف او با نیروی نهانی می‌شود. او بر این باور است که آناکین، یگانه فردی است که پیشگویی بزرگ و قدیمی جدای‌ها مبنی بر بازگرداندن تعادل و آرامش به نیرو و نابودی سیت را، محقق خواهد کرد. این‌گونه است که آناکین قدم در راه فراگیری آیین جدای می‌گذارد.
در اثنای تعالیم و مأموریت‌های دشوار، عشق افلاطونی و پرشور او به دختری سیاستمدار به نام پَدمه آمیدالا، موجب می‌شود تا رابطه دوستی مخفیانه‌ای را با او تشکیل دهد. امری که طبق آموزه‌های جدای، با احتیاط بسیار به آن نگریسته می‌شود از آن‌رو که می‌تواند به تسخیر و وابستگی و انحراف به سمت جنبه تاریک نیرو منجر شود. آناکین که شیفته قدرت‌های خاص خویش است، از فساد و آشوب در کهکشان و خویشتنداری و محدودیت محفل جدای‌ها در مقابل آن، به شدت ناخرسند است. او مرگ پدمه را در خواب می‌بیند و سخت هراسان می‌شود. پالپاتین صدراعظم مورد احترام جمهوری کهکشانی که آناکین او را فردی بی‌ریا و قابل اعتماد می‌داند، برایش داستانی از یک لرد سیت تعریف می‌کند که چگونه به یاری جنبه تاریک نیرو، موفق می‌شود تا بر مرگ غلبه کند. آناکین به این موضوع پی می‌برد که پالپاتین یک لرد سیت است و با بهره‌گیری از جنبه اهریمنی نیرو، از دید جدای‌ها پنهان مانده است؛ ولی جنبه تاریک، آناکین را فریفته و به جدای‌ها بدبین نموده و او به دنبال فراگرفتن دانش پالپاتین برای نجات پدمه از مرگ است. از اینرو مرید پالپاتین می‌شود و طبق خواست او به شکار و نابودی جدای‌ها برای بازگرداندن نظم به سیستم کهکشان می‌پردازد که اکنون از جمهوری به امپراتوری تغییر یافته است. به این ترتیب، شخصیت مشهور و پلید سینمایی، با هیئتی نیمه ماشینی و ردا و کلاهخود تیره رنگش، یعنی دارت ویدر شکل می‌گیرد.
سه‌گانه جدید نیز در گیشه بسیار موفق بود ولی منتقدان نسبت به سه‌گانه قدیمی، استقبال به مراتب کمتری به آن نشان دادند. با به پایان رسیدن ساخت ۶ فیلم، جورج لوکاس در جواب درخواست هواداران فیلم‌هایش اعلام کرد که جنگ ستارگان دیگری ساخته نخواهد شد. با این‌حال در سال ۲۰۱۲، شرکت والت دیزنی، لوکاس‌فیلم را به مبلغ ۴ میلیارد دلار خرید و از ساخت سه‌گانه دیگری خبری داد که فیلم نخست آن در سال ۲۰۱۵ با کارگردانی جی. جی، آبرامز بر روی پرده رفت.

## درون‌مایه و ریشه‌ها

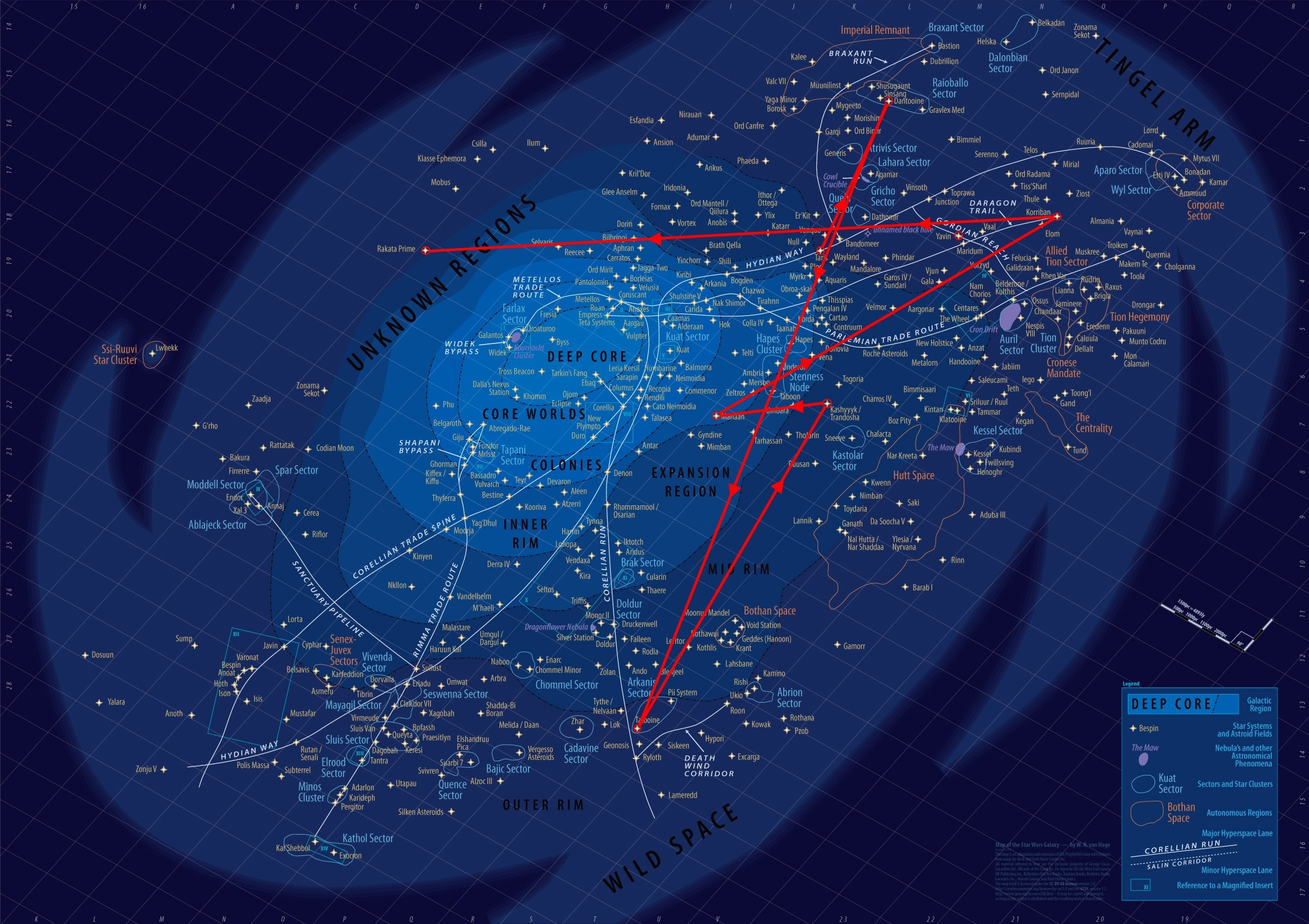
نقشه کهکشان تخیلی جنگ ستارگان

جنگ ستارگان در یک کهکشان نامعلوم، در یک نقطه نامشخص و در زمان‌های قدیم به تصویر کشیده شده است. علاوه بر انسان‌ها، موجودات بیگانه و گاه انسان‌نما در همه فیلم‌ها حضور دارند و روبات‌هایی هوشمند معروف به دروید (خدمتگذار ماشینی) برای خدمت به اربابانشان به کار گماشته شده‌اند. سفر با سرعت فراتر از نور، بین سیارات عجیب و غریب کهکشان، مرسوم است. از نقاط قوت جلوه‌های ویژه فیلم‌ها می‌توان به جنگ‌های فضایی بین سفینه‌ها مانند جنگنده پولک بال و بال‌ضربدری و ایستگاه‌های فضایی اشاره کرد که با استفاده از نمونه‌های مینیاتوری و با جزئیات بسیار به تصویر درآمده‌اند.
همچنین در فیلم‌ها از راه و رسم جوانمردی، سلحشوری و وفاداری صحبت به میان می‌آید که به نظر می‌رسد از شوالیه‌گری قرون وسطی یا آیین بوشیدو (آیین سامورایی‌ها) برگرفته شده است چنان‌که کارگردان آن اعتراف می‌کند که از فیلم دژ مخفی کوروساوا تأثیر پذیرفته است. لوکاس می‌گوید که در اصل در نظر داشته، مجموعه قدیمی فلَش گوردون را بازسازی کند اما پس از ناکامی در به دست آوردن امتیاز آن، تصمیم می‌گیرد که حماسه خودش را خلق کند. شباهت‌هایی با رمان علمی تخیلی مشهور تل‌ماسه به ویژه در ایده سیاره بیابانی تاتوئین و مسیر زندگی قهرمان اصلی ساکن این سیاره نیز مشاهده می‌شود.
جنگ ستارگان از عالم فلسفه و ادیان، مفاهیمی را وام گرفته است چنان‌که ایده «نیرو» را با «چی» مقایسه کرده‌اند که در فرهنگ چین، به میدان انرژی یا نیروی حیات نسبت داده شده است و در طب سنتی و هنرهای رزمی چین، نقشی اساسی بازی می‌کند. در نظر برخی، دوالیسم موجود در فیلم‌ها مانند تضاد و تقابل خیر و شر و وجود نیروی اهریمنی، به آیین فراموش شده مانی یا دین زرتشت اشاره دارد هر چند ارتباط نزدیک دو جنبه نیرو با مفهوم یین و یانگ یا یگانگی و مکمل بودن تضادها در تائوئیسم نیز مقایسه شده است.
در دنیای جنگ ستارگان، تأثیراتی نیز از عالم سیاست و برای نمونه، برتری دموکراسی بر دیکتاتوری به چشم می‌خورد و تبدیل جمهوری کهکشانی به استبداد امپراتوری، به شکست جمهوری روم باستان و شکل‌گیری امپراتوری تشبیه شده است.

## تأثیر فرهنگی
سری فیلم جنگ ستارگان تا به امروز تأثیر قابل توجهی در فرهنگ مردمی به جا گذاشته است. عباراتی مانند
«امپراتوری شرور» و «باشد تا نیرو همراه تو باشد» تبدیل به بخشی از واژگان محبوب شده‌اند. می‌توان گفت که این فیلم
در اواخر دهه ۱۹۷۰ و اوایل ۱۹۸۰، به رونق کسب کار فیلم علمی–تخیلی کمک کرد. کتاب‌ها و کُمیک‌های بسیاری بر اساس مجموعه فیلم‌های جنگ ستارگان نوشته شده و بازی‌های کامپیوتری، انیمیشن‌های تلویزیونی، کارت‌های بازی و تجاری، اسباب بازی‌ها و بسیاری محصولات تجاری دیگر نیز با الهام از آن ساخته شده‌اند. مجموعهٔ این آثار و محصولات که به موضوعاتی فراتر از داستان اصلی فیلم‌ها می‌پردازند، به «جهان گسترش یافته» معروف شده که نقطه آغاز آن کتاب‌های مصور دنباله‌دار کمپانی ماروِل کامیکس و رمان «تراشه‌ای از چشم ذهن» اثر الن دین فاستر، در سال ۱۹۷۸ است. در دهه نود میلادی، رمان‌های «سه‌گانه تران» یا «وارث امپراتوری»، نوشته تیموتی زان به شهرت رسید و کمپانی دارک هورس کامیکز امتیاز چاپ و نشر کتاب‌های مصور (کمیک) جدید جنگ ستارگان را از آن خود کرد.
بازی‌های رایانه‌ای بسیاری نیز بر پایهٔ جنگ ستارگان به بازار ارائه شده‌اند. از جمله بازی‌های سبک شبیه‌ساز فضایی که بازیگر می‌تواند جنگنده‌های فضایی فیلم را به پرواز درآورده و هدایت کند یا بازی پرطرفدار نیروهای تاریک و در دنباله آن سری بازی‌های «شوالیه جدای» که در سبک تیراندازی اول شخص ساخته شده‌اند. جنگ ستارگانِ لگویی (با الهام از اسباب بازی آجری لگو) و خط مقدم پرفروش‌ترین بازی‌های این فرانشیز محسوب می‌شوند، هر چند بازی مورد پسند منتقدان، سلحشوران جمهوری قدیم است که در سال ۲۰۰۳ و در سبک نقش‌آفرینی به بازار ارائه شده و جوایز متعددی را برده است. در ادامه بازی مذکور، «جنگ ستارگان: جمهوری قدیم» در قالب یک بازی چند نفره آنلاین ساخته شده است.
صدها فَن فیکشن یا فیلم و داستان را هواداران و بر اساس داستان اصلی نیز نوشته‌اند که بسیاری از آنها از نظر ادبی در حد قابل قبولی قرار دارند.

## فهرست بازی‌ها
1. جنگ ستارگان: جمهوری قدیم
2. جنگ ستارگان: نیروی عنان گسیخته
3. جنگ ستارگان: جمهوری قهرمانان
4. پرندگان خشمگین جنگ ستارگان
5. پرندگان خشمگین جنگ ستارگان ۲
6. جنگ ستارگان: جبهه نبرد
7. جنگ ستارگان: جبهه نبرد ۲
8. جنگ ستارگان جدای: محفل سرنگون شده # جنگ ستارگان جدای: بازمانده
9. جنگ ستارگان: اسکادرانز
10. جنگ ستارگان: سلحشوران جمهوری قدیم
11. جنگ ستارگان: سلحشوران جمهوری قدیمی۲
12. جنگ ستارگان: جدای:نظم فروپاشی شده
13. جنگ ستارگان: قانون شکنان